# Semenivka (huyện)
Huyện Semenivka (tiếng Ukraina: Семенівський район, chuyển tự: Semenivkas’kyi raion) là một huyện của tỉnh Poltava thuộc Ukraina. Huyện Semenivka có diện tích 1275 km², dân số theo điều tra dân số ngày 5 tháng 12 năm 2001 là 32575 người với mật độ 26 người/km2. Trung tâm huyện nằm ở Semenivka.